# Griffigkeit

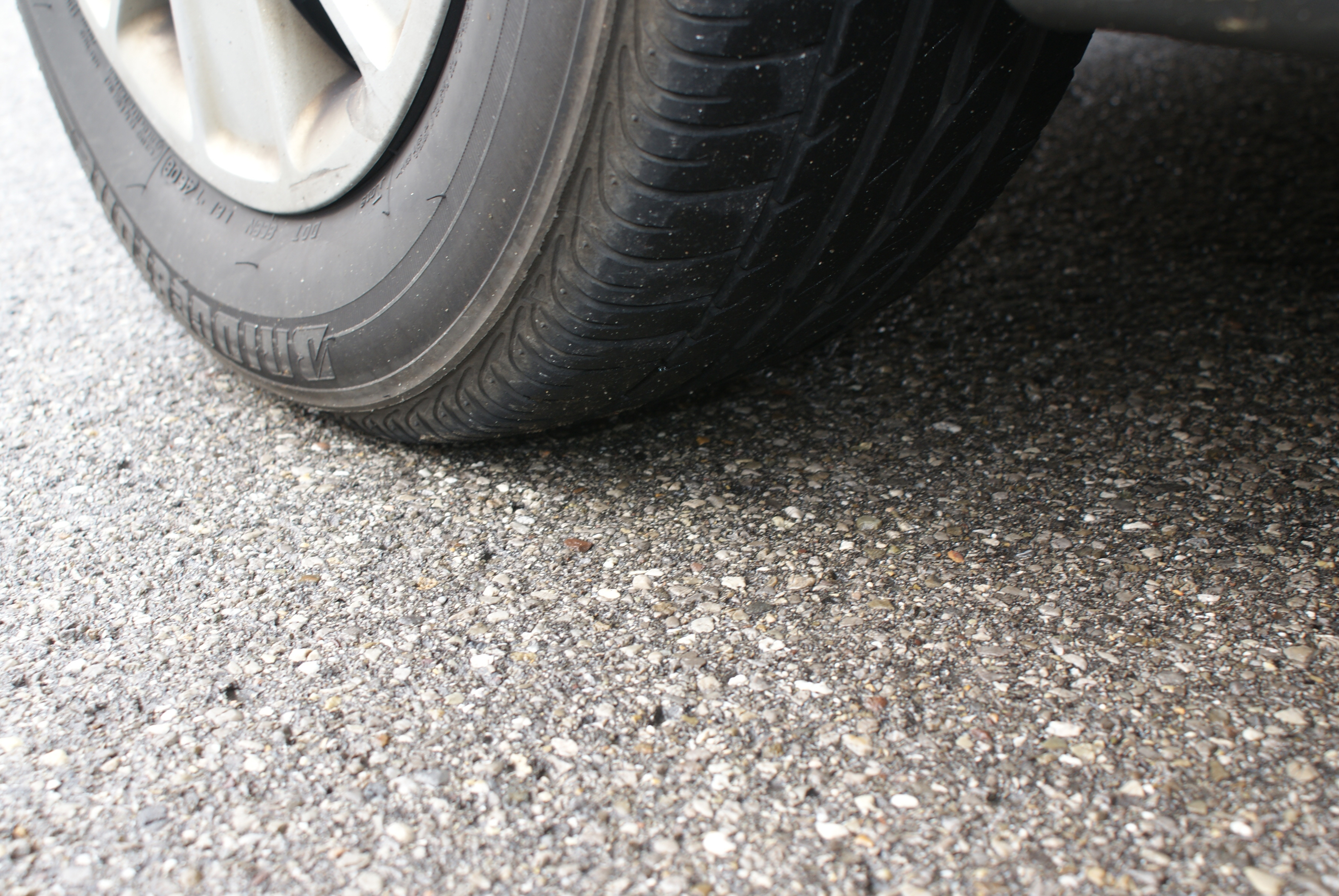
Griffige Straßenoberflächen gewährleisten eine gute Kraftübertragung

Die Griffigkeit beschreibt die Größe des Reibungswiderstandes bzw. der Kraftübertragung zwischen Fahrzeugreifen und Fahrbahn. Im Wesentlichen handelt es sich dabei um Antriebs- und Bremskräfte sowie Seitenkräfte aus Kurvenfahrt. Die Griffigkeitverhältnisse auf einer Straße wirken sich maßgeblich auf die Sicherheit des Verkehrs aus. So besitzen trockene Straßenoberflächen allesamt relativ hohe Griffigkeitswerte. Bei nasser bzw. vereister Straßenoberfläche sinken die Griffigkeitswerte je nach gefahrener Geschwindigkeit und Oberflächentextur stark ab. Im Bereich des Straßenbaus ist die Eigenschaft der Griffigkeit ein wichtiges Merkmal bei der Zustandserfassung und -bewertung neuer oder bestehender Straßenoberflächen. Deshalb wird mit Hilfe unterschiedlicher Messgeräte die Griffigkeit geprüft.

## Einflussfaktoren
Die Griffigkeit einer Straßenoberfläche wird von verschiedenen Faktoren beeinflusst:
- Wasserfilmdicke auf der Straßenoberfläche (Aquaplaning)
- Rauheit der Fahrbahndecke
- Reifenzustand und Reifeneigenschaften
- Fahrgeschwindigkeit

## Funktionsweise
Entscheidend für die Griffigkeit ist die Rauheit in der Kontaktfläche zwischen Fahrbahn und Reifen. Man nennt diese Eigenschaft auch „Schärfe“. Glatte bzw. polierte Straßenoberflächen können diese Rauheit nicht gewährleisten und müssen durch geeignete Maßnahmen aufgeraut bzw. erneuert werden. Die verwendete Gesteinskörnung der Deckschicht sollte gebrochen und möglichst polierresistent sein. Des Weiteren muss darauf geachtet werden, dass der Bitumengehalt gering gehalten wird, um ein „Überfetten“ des Asphaltbelages zu vermeiden.

## Anfangsgriffigkeit
Wichtig bei der Herstellung von neuen Fahrbahnbelägen ist die Ausbildung einer ausreichenden Anfangsgriffigkeit. Neue Deckschichten aus Asphalt können kurz nach ihrer Herstellung eine ungenügende Griffigkeit aufweisen, da sich an der Oberfläche noch eine dünne Schicht ungebundenes Bitumen befindet, die die darunterliegende Gesteinskörnung abdeckt. Durch das Einwalzen von Sand oder Splitt direkt bei der Herstellung (so genanntes Abstumpfen, Absplitten oder Absanden) wird die Rauheit der Oberfläche erhöht und so die geforderte Anfangsgriffigkeit gewährleistet. Nach einiger Zeit wird die obenliegende Bitumenschicht abgefahren, sodass die Gesteinskörnung freigelegt wird.
Bei Betonstraßen muss die Oberflächenrauheit ebenfalls bei der Herstellung geschaffen werden. Hierzu werden Maßnahmen, wie beispielsweise das Abziehen mit Stahlbesen in Querrichtung oder mit Kunstrasen, angewendet. Auch bei der Betonstraße befindet sich an der Oberfläche eine dünne Schicht Zementleim, der im Laufe der Zeit abgefahren wird.